# Noah Centineo
Noah Gregory Centineo (n. 9 mai 1996, Miami, Florida, SUA) este un actor american.
Este cunoscut pentru rolurile sale din serialul The Fosters, filmul de televiziune Cum să construiești băiatul perfect, și filmul Netflix Pentru Toti Baietii pe care i-am Iubit Înainte.

## Viața timpurie
Centineo s-a născut în Miami, Florida. Părinții săi sunt Kellee Janel și Gregory Vincent Centineo, un om de afaceri care este director executiv al filmului de animație Legendele din Oz: Întoarcerea lui Dorothy (2013). Acesta are atât rădăcini italiene, cât și germanice.
Centineo a fost crescut în Boynton Beach, Florida⁠(en)[traduceți], împreună cu sora lui mai mare, Taylor. El a frecventat Liceul Comunitar din Boca Raton în clasele a noua și a zecea. Tot în perioada frecventării Liceului din Boca Raton a jucat fotbal. În 2012, el a plecat de la Boca Raton, cu scopul de a se muta la Los Angeles.

## Filmografie

### Film
| An   | Titlu                                 | Rolul              | Note                 |
| ---- | ------------------------------------- | ------------------ | -------------------- |
| 2009 | Aur Retriever                         | Josh Peters        |                      |
| 2011 | Turkles                               | David              |                      |
| 2012 | Joc de cuvinte                        | Carter Phillips    | Film de scurt metraj |
| 2016 | Pinguin Gripa                         | Brandon Bradley    | Film de scurt metraj |
| 2017 | SPF-18                                | Johnny Sanders Jr. |                      |
| 2017 | Nu Se poate Lua Înapoi                | Jake Roberts       |                      |
| 2018 | Tuturor baietilor pe care i -am iubit | Peter Kavinsky     |                      |
| 2018 | Sierra Burgess Este o Ratată          | Jamey              | Finalizat            |
| 2018 | Swiped                                | Lance Black        | Finalizat            |
| 2019 | Intalnirea Perfecta                   | Brooks Rattigan    | Finalizat            |

### Televiziune
| An        | Titlu                               | Rolul             | Note                                |
| --------- | ----------------------------------- | ----------------- | ----------------------------------- |
| 2011-2012 | Austin & Ally                       | Dallas            | 3 episoade                          |
| 2013      | Marvin Marvin                       | Blaine Hotman     | Episod: "Double Date"               |
| 2013      | Shake It Up                         | Monroe            | Episod: "Psihologie"                |
| 2014      | În creștere în Sus și în Jos        | Ben Eastman       | Nevândute de televiziunea pilot     |
| 2014      | Jessie                              | Rick Larkin       | Episod: "Hoedown Showdown"          |
| 2014      | Vezi Tata Alerga                    | Carson Castel     | Episod: "Vezi Tata Ceas Janie Fugi" |
| 2014      | Newsreaders                         | Josh              | Episod: "F - Dans, Ești Îmbrăcată?" |
| 2014      | Cum să construiești băiatul perfect | Jaden Stark       | Film de televiziune                 |
| 2015-2018 | Foster                              | Isus Adams Foster | Principalul rol (sezoanele 3-5)     |
| 2017      | T@gged                              | Hawk              | Rol recurent, 9 episoade            |

### Videoclipuri
| An   | Titlu    | Artist(s)                     |
| ---- | -------- | ----------------------------- |
| 2017 | "Havana" | Camila Cabello ft. Young Thug |

## Premii și nominalizări
| An   | Premiul           | Categorie                             | Munca  | Rezultatul   | Ref.   |
| ---- | ----------------- | ------------------------------------- | ------ | ------------ | ------ |
| 2017 | Teen Choice Award | Alegerea Vara TV Star de sex Masculin | Foster | Nominalizare | [ 13 ] |

## Legături externe
- Noah Centineo la Internet Movie Database
- Noah Centineo pe Twitter